# ガリツィア社会主義ソビエト共和国

ガリツィア社会主義ソビエト共和国
Галицкая Социалистическая
Советская Республика
（ロシア語）
Galicyjska Socjalistyczna
Republika Rad
（ポーランド語）
Галицька Соціалістична
Радянська Республіка
（ウクライナ語）

1920年8月頃の地図

ガリツィア社会主義ソビエト共和国（露：Галицкая Социалистическая Советская Республика / 波：Galicyjska Socjalistyczna Republika Rad / 烏：Галицька Соціалістична Радянська Республіка）とは、ポーランド・ソビエト戦争中の1920年7月15日から9月21日かけて存在したボルシェヴィキ政権である。政権樹立後にポーランド及びウクライナ軍が赤軍を押し上げてしまった為、わずか約2か月で消滅した。

## 概要
ポーランド・ソ連戦争中のガリツィアは1920年7月に赤軍による攻勢の影響で緩衝地帯になっていた。それでソビエト連邦は"[:en:Polish Soviet Socialist Republic|ポーランド・ソビエト社会主義共和国]"の樹立を計画していた。
1920年7月15日、赤軍とウクライナ・ボルシェヴィキ共産党の支援によってガリツィア社会主義ソビエト共和国がキエフ（現：キーウ）で建国宣言されヴォロディミル・ザトンスキーが会長を務めた。
1920年8月1日、赤軍が東部ガリツィアを占領すると同国の政府機関はキエフから東ガリツィアに移され、同日中に法令で以下を宣言した。
- ポーランド語・ウクライナ語・イディッシュ語を国語と指定
- 生産手段の私有を廃止
- 8時間労働制
- 教会及び労働学校の土地を国有化

8月末までにガリツィア・ソビエト会議を行う為に選挙を実施しようとしていた。
やがて共和国は深刻な人材不足に陥り、後のウクライナ人の証言では同国に所属していた職員らの行方は殆どが未解明で、諸説あるが当時ポーランド人とユダヤ人が政権を握った事による問題を避ける為に、ウクライナ人が国の為に働く羽目となったと言及している。

### 崩壊
9月15日にポーランド軍が赤軍に対して猛烈な反攻でポーランド・ソビエト共和国樹立計画が完全に破綻し、6日後の9月21日にはガリツィア社会主義ソビエト共和国は正式に解体され、1921年に締結された平和条約で事務局も解散となった。